# Kassim Majaliwa
Kassim Majaliwa Majaliwa (22 dicembre 1960) è un politico tanzaniano, primo ministro della Tanzania dal 20 novembre 2015.

## Biografia
Dal 2010 è membro del parlamento per il distretto di Ruangwa, nella Regione di Lindi, suo luogo d'origine.